# Lũng Pù
Lũng Pù là một xã thuộc huyện Mèo Vạc, tỉnh Hà Giang, Việt Nam.

## Địa lý
Xã Lũng Pù có vị trí địa lý:
- Phía đông giáp tỉnh Cao Bằng và xã Sơn Vĩ
- Phía tây giáp xã Khâu Vai và xã Cán Chu Phìn
- Phía nam giáp tỉnh Cao Bằng và xã Khâu Vai
- Phía bắc giáp xã Cán Chu Phìn và xã Sơn Vĩ.

Xã Lũng Pù có diện tích 30,72 km², dân số năm 2019 là 5.467 người, mật độ dân số đạt 178 người/km².

## Lịch sử

### Tên gọi
Xã Lũng Pù được lấy tên để đặt cho một giống lợn của địa phương, lợn đen Lũng Pù, đa số lợn giống của bà con 4 huyện vùng cao của tỉnh Hà Giang chăn nuôi có nguồn gốc từ giống lợn này.

### Lịch sử
Trước đây, Lũng Pù là một xã thuộc huyện Đồng Văn.
Ngày 5 tháng 7 năm 1961, Hội đồng Chính phủ ban hành Quyết định số 91-CP về việc thành lập xã Lũng Pù huyện Đồng Văn trên cơ sở một phần diện tích và dân số của xã Mèo Vạc.
Ngày 15 tháng 12 năm 1962, Hội đồng Chính phủ ban hành Quyết định số 211-CP về việc thành lập huyện Mèo Vạc trên cơ sở tách xã Lũng Pù thuộc huyện Đồng Văn.